# Серло (театр)
Чеченский государственный молодёжный театр «Се́рло» (чечен. Серло — свет) — театр, расположенный в Грозном.

## История
Основан в 2009 году. Театр был создан как воспитательный центр, проповедующий высокие духовные ценности, традиционную культуру и этику чеченского народа.
Первым спектаклем театра стала комедия «Ша тӏех йина гӏала» («Башня, построенная на льду»). Режиссёр — Заслуженный деятель искусств Чеченской Республики Хава Ахмадова, автор пьесы — Народный писатель ЧР Муса Ахмадов. Спектакль пользуется большой популярностью и успел стать визитной карточкой театра. Тогда же состоялась премьера комедии «Денисолт».
Музыкально-драматический спектакль о чеченцах — героях Великой Отечественной войны («Время героев») также вносит вклад в развенчивание попыток фальсификации чеченской истории, связанной с истинной ролью чеченцев в борьбе против фашизма.
Спектакль «Ветер скорби и памяти» посвящён депортации чеченского народа в Среднюю Азию.
В репертуаре молодёжного театра есть и первый чеченский мюзикл — музыкальный спектакль «Новогодние сновидения» в постановке режиссёра Султана Заурбекова.
В 2010 году состоялась премьера трагикомедии Мусы Ахмадова «Марчо эца вахнарг» («Ушедший за саваном») в постановке Хавы Ахмадовой. Спектакль повествует о разрушительном влиянии анархии начала 1990-х годов на систему культурных и нравственных ценностей народа. В том же году театр гастролировал в Москве со спектаклем «Башня, построенная на льду».
В 2010 и 2011 годах спектакли Чеченского молодёжного театра получили дипломы Северо-Кавказского фестиваля артистов комедийного жанра имени Народного артиста Российской Федерации Али Тухужева в Нальчике.
В 2011 году на V Северо-Кавказском театральном фестивале «Сцена без границ» во Владикавказе театр «Серло» был удостоен диплома в номинации «За лучший дебют» за спектакль «Ушедший за саваном».
В 2012 году состоялись премьеры сразу нескольких спектаклей: «Майра кӏант Берса а, хаза йоI Жовхар а» Хусейна Гузуева («Сказка об отважном Берсе и прекрасной Жовхар») в постановке режиссёра Успана Зубайраева, драматические спектакли «Дахаран урчакх» («Веретено жизни») и «Хьуьна юккъехь ирзу» («Поляна в лесу») в постановке Хавы Ахмадовой (автор Муса Ахмадов), а также первый в репертуаре театра спектакль по пьесе зарубежного автора - «Ночной переполох» по комедии испанского драматурга Альваро Портеса «Дом, где все кувырком».
Спектакль «Буьйсанехь адамаш» («Люди в ночи», автор Муса Ахмадов, режиссёр Хава Ахмадова), премьера которого состоялась в 2013 году, посвящённый событиям прошедших войн, в том же году получил специальный приз VI Международного фестиваля национальных театров «Сцена без границ» во Владикавказе.
Летом 2013 года московский режиссёр Дмитрий Горник поставил сценическую интерпретацию детектива Агаты Кристи и Робера Тома «И ещё три выстрела». Тогда же был поставлен спектакль антинаркотической направленности «Сатиссам» («Ожидание»).
В 2014 году состоялись премьеры спектаклей «Мохк бегийча» («После землетрясения») в постановке главного режиссёра театра, Народного артиста Чеченской Республики Успана Зубайраева, и «Рассказы Чехова» режиссёра Анзора Музаева.
Театр активно гастролирует по районам республики и за её пределами.
С театром сотрудничают известные мастера эстрады ЧР Имран Усманов, Магомед Ясаев, Альви Альтемиров, Макка Межиева, другие известные исполнители, а также хореографические коллективы.
Значительная часть спектаклей театра поставлена по пьесам Мусы Ахмадова — Народного писателя Чечни, поэта, драматурга, заведующего литературной частью театра.

## Спектакли
- «Ша тӏех йина гӏала» («Башня, построенная на льду», режиссёр Х. Ахмадова, автор М. Ахмадов);
- «Денисолт»;
- «Время героев»;
- «Ветер скорби и памяти»;
- Мюзикл «Новогодние сновидения» (режиссёр Султан Заурбеков);
- «Марчо эца вахнарг» («Ушедший за саваном», автор М. Ахмадов, режиссёр Х. Ахмадова);
- «Майра кӏант Берса а, хаза йоI Жовхар а» («Сказка об отважном Берсе и прекрасной Жовхар», автор Хусейн Гузуев, режиссёр Успан Зубайраев);
- «Дахаран урчакх» («Веретено жизни»)
- «Хьуьна юккъехь ирзу» («Поляна в лесу», режиссёр Х. Ахмадова, автор М. Ахмадов);
- «Ночной переполох» (Альваро Портес);
- «Буьйсанехь адамаш» («Люди в ночи», автор М. Ахмадов, режиссёр Х. Ахмадова);
- «И ещё три выстрела» (Агата Кристи и Робер Тома, режиссёр Дмитрий Горник);
- «Сатиссам» («Ожидание»);
- «Мохк бегийча» («После землетрясения», режиссёр У. Зубайраев);
- «Рассказы Чехова» (режиссёр Анзор Музаев).